# Raze (pel·lícula)
Raze és una pel·lícula d'acció de terror del 2013 dirigida per Josh C. Waller. La pel·lícula es va estrenar el 21 d'abril de 2013 al Festival de Cinema de Tribeca i és protagonitzada per Zoë Bell i Rachel Nichols. La història se centra en dones obligades a lluitar fins a la mort per l'entreteniment retorçat de l'elit adinerada.

## Argment
Sabrina (Zoë Bell), juntament amb 49 dones més, és segrestada per l'equip diabòlic de marits i dones d'Elizabeth (Sherilyn Fenn) i Joseph (Doug Jones), i tancats en una presó on estan tots descalços amb samarretes blanques a joc i pantalons de xandall grisos. A les dones se'ls diu que lluitaran fins a la mort per l'entreteniment d'un grup de rics avorrits. Si perden o es neguen a lluitar, un franctirador matarà els seus éssers estimats.

## Repartiment
- Zoë Bell com a Sabrina
- Rachel Nichols com a Jamie
- Tracie Thoms com a Teresa
- Bruce Thomas com a Kurtz
- Bailey Anne Borders com a Cody
- Rebecca Marshall com Phoebe
- Allene Quincy com a Brenda
- Adrienne Wilkinson com a Nancy
- Doug Jones com a Joseph
- Sherilyn Fenn com a Elizabeth
- Amy Johnston com a Gloria
- Tara Macken com a Dee
- Nicole Steinwedell com a Isabelle
- Kelly Thiebaud com a Vanessa
- Jordan James Smith com Adam
- Rosario Dawson com a Rachel

## Producció
Mentre creava Raze, Waller va intentar tractar la pel·lícula "tan seriosament com si fossin homes segrestats i obligats a lluitar entre ells". Per a ell, això significava evitar els estereotips que normalment es veuen dins del "subgènere majoritàriament explotador de les dones a la presó", com ara la nuesa, ja que pensava que els espectadors no veurien això en una pel·lícula d'explotació exclusivament masculina. Waller també va intentar evitar el gore gratuït. Raze es va rodar amb un calendari molt ajustat i la tripulació només va tenir trenta dies per filmar dinou seqüències d'acció. A mig camí del rodatge, Rosario Dawson va ser portada al plató per a un cameo, ja que abans havia treballat juntament amb Bell i Thoms a la pel·lícula de 2007 Death Proof. Bell no es va assabentar del càsting o de l'arribada de Dawson, ja que Waller volia que la seva aparició fos una sorpresa.

## Recepció
La recepció crítica de Raze ha estat mixta. La pel·lícula té una puntuació del 44% a Rotten Tomatoes, basada en 32 ressenyes. A Metacritic té una puntuació del 41% basada en les ressenyes de 16 crítics.
Les crítiques a la pel·lícula es van centrar principalment en la familiaritat de la trama de la pel·lícula, i la ressenya de Scott Weinberg a Fearnet comentava que "Raze és simplement un gir favorable al gènere en un conte molt convencional, però no deixa de ser una manera força divertida de passar 85 minuts si estàs cansat de la mateixa acció antiga." The Hollywood Reporter va criticar el guió de la pel·lícula, ja que consideraven que no donava prou als actors Jones i Fenn per treballar i també va opinar que la "targeta de títol d'obertura de la pel·lícula, que cita estadístiques". sobre el nombre de dones que desapareixen en un any determinat: la cooptació del patiment del món real fa que sigui molt més difícil acompanyar la idea de Waller de que només és una pel·lícula de mitjanit."
Twitch Film va elogiar l'actuació de Bell com un dels aspectes més destacats de la pel·lícula, ja que van considerar que va ajudar a "elevar a Raze per sobre dels esforços de pel·lícules de gènere similars". El New York Times va opinar que la pel·lícula no agradaria a tothom, però que "aquí hi ha elements per reflexionar sobre la submissió i l'explotació de les dones, els límits de la resistència psicològica i física i molt més."

### Premis
- Gran premi del jurat a la millor actriu secundària al Festival Internacional de Cinema de Las Vegas (2013, guanyat - Tracie Thoms)